# Unidal
Unidal (Unione Industrie Dolciarie ed Alimentari) è stata una società operante nel settore alimentare, generata dalla fusione, avvenuta nel 1976, delle storiche aziende dolciarie italiane Motta e Alemagna, entrambe controllate da SME, la divisione agroalimentare dell'IRI.

## Storia
SME, che dal 1968 deteneva la quota di controllo della Motta (ovvero il 35%, il resto del capitale apparteneva agli eredi di Angelo Motta e al flottante azionario in Borsa) e dal 1970 il 50% del capitale dell'Alemagna (il rimanente 50% era ancora detenuto dalla famiglia Alemagna), decise, nonostante la grave situazione finanziaria delle due società (24 miliardi di lire di perdite per Motta e 11 miliardi di lire di perdite per Alemagna nel 1975), di accorpare le attività delle due aziende in un'unica entità, per razionalizzare la gestione dei marchi del settore dolciario a lei appartenenti. Unidal era inizialmente controllata da SME per il 58% delle quote, dalla famiglia Alemagna per il 18%, dagli eredi della famiglia Motta al 6%, da Bastogi (socio indiretto in quanto azionista di minoranza al 15,3% di SME fino al 1978), e per il resto del capitale quotata in borsa. In Unidal vennero conferiti tutti i vari segmenti dove erano operanti i due marchi (ossia dolciario da tradizione, dolciario monodose, cioccolate, prodotti da forno salati, gelati, ristorazione urbana e ristorazione autostradale). I risultati finanziari della società furono disastrosi (perdite per 23 miliardi di lire nel bilancio 1976), e già nel 1977, dopo soltanto un anno dalla sua costituzione, Unidal fu messa in liquidazione. Alberto Alemagna cedette la sua partecipazione e si dimise dall'incarico di consigliere di amministrazione della società, SME rilevò le quote degli azionisti di minoranza e avviò il delisting dalla borsa. Le attività autostradali di Unidal furono fuse, insieme a quelle di EPEA (Esercizio Pasticceria E Affini, ovvero la ristorazione autostradale Pavesi) nella Autogrill; quelle nel ramo del freddo (Gelati Motta e Gelati Alemagna) furono incorporate in Italgel (ex Tanara); le divisioni estere (Motta France in Francia e Motta GmbH in Germania) furono cedute ad Unilever. Fu quindi decisa la creazione di una nuova società che rilevasse i rimanenti business facenti capo ai marchi Motta e Alemagna (ormai tutti concentrati nel settore dolciario e dei prodotti da forno, oltre che nella ristorazione commerciale, quest'ultimo ramo gestito tramite la controllata ESCO) per garantire la continuità operativa del gruppo. Dalle ceneri di Unidal nacque così Sidalm, società al 100% di proprietà SME, ma che IRI girò e diede in gestione a Sofin fino al 1983 per il timore che l'instabilità finanziaria ereditata dalla nuova entità potesse riversarsi sull'intera SME. La stessa Sidalm verrà poi incorporata da SME in Alivar nel 1986.